# Giochi della XX Olimpiade
I Giochi della XX Olimpiade (in tedesco: Spiele der XX. Olympiade), noti anche come Monaco 1972, si sono svolti a Monaco di Baviera, in Germania Ovest, dal 26 agosto all'11 settembre 1972.
Sono i secondi Giochi olimpici estivi che hanno avuto luogo in Germania dopo l'edizione di Berlino del 1936.
I principali simboli dell'edizione, tutti opera del designer Otl Aicher, furono:
- il logo, un sole blu stilizzato attraversato da una spirale;
- il bassotto Waldi, prima mascotte estiva con un nome ufficiale che con i suoi colori tenui vuole rappresentare allegria e gioia;
- i pittogrammi delle discipline sportive con decise angolature a 45° e 90°, che sono diventati quelli più noti universalmente, tanto da essere usati anche quattro anni dopo a Montreal e aver ispirato quelli dei XIV Giochi Olimpici Invernali.

Quest'edizione delle Olimpiadi fu segnata da un tragico episodio: l'omicidio di undici atleti israeliani da parte di un commando di terroristi palestinesi di Settembre Nero. Tale tragedia passò alla storia come il Massacro di Monaco.

## Assegnazione
Monaco fu scelta come sede ospitante il 26 aprile 1966, alla 64ª riunione del Comitato Olimpico Internazionale a Roma, prevalendo sulle candidature di Detroit, Madrid e Montréal.
| Città             | Paese          | 1ª Votazione | 2ª Votazione |
| Monaco di Baviera | Germania Ovest | 29           | 31           |
| Madrid            | Spagna         | 16           | 16           |
| Montréal          | Canada         | 6            | 13           |
| Detroit           | Stati Uniti    | 6            | -            |

## Sviluppo e preparazione

### Sedi di gara
Il Parco Olimpico (Olympiapark), basato su un'idea di Frei Otto, chiamato anche Eliseo Park, è oggi un punto di riferimento della città. I siti olimpici, progettati dall'architetto Günter Behnisch, come la piscina olimpica, l'Olympiahalle (una struttura multifunzionale) e l'Olympiastadion e il villaggio olimpico, sono tutti situati nelle vicinanze del parco. Il design dello stadio in particolare fu ritenuto rivoluzionario, grazie all'uso mai così grande di vetro acrilico fissato con tiranti in acciaio.

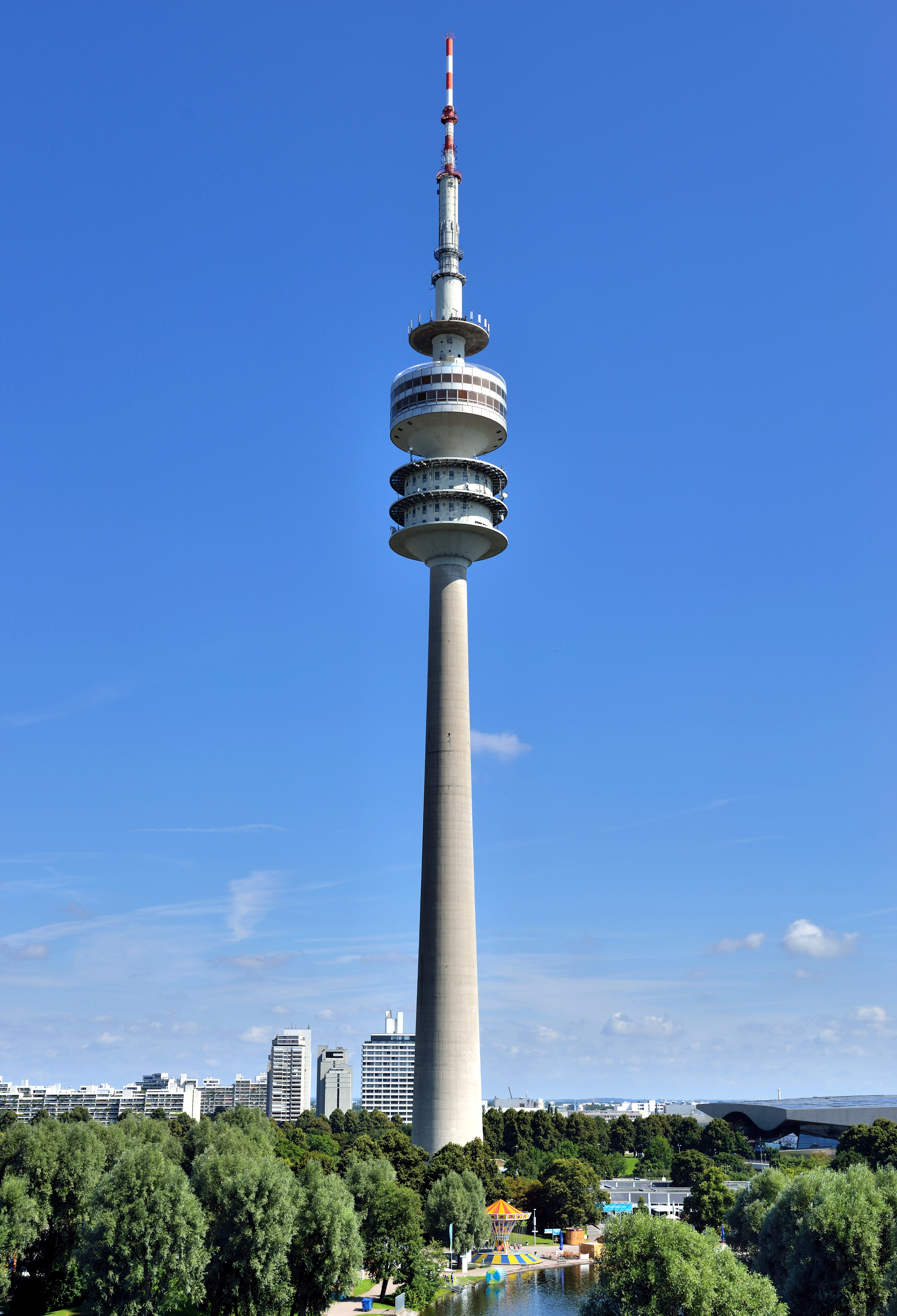
La celebre torre (Olympiaturm) del villaggio olimpico di Monaco '72

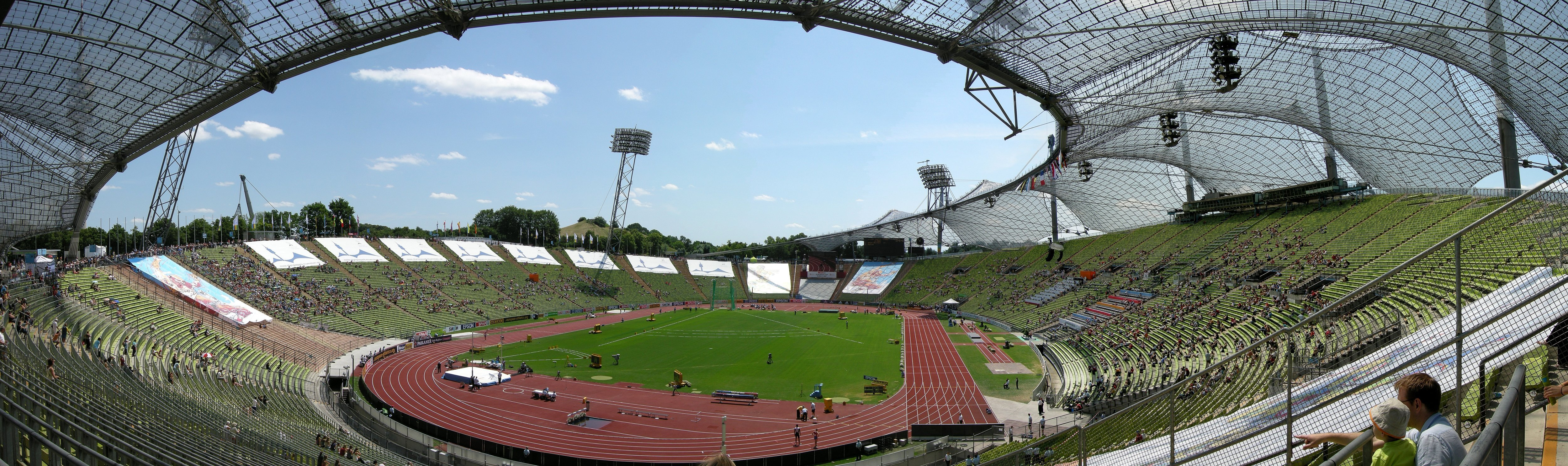
Il Münchener Olympiastadion visto dall'interno

- Parco Olimpico di Monaco di Baviera (Olympiapark)
  - Stadio Olimpico (Monaco di Baviera) (Olympiastadion) - cerimonia di apertura/chiusura, atletica, equitazione (salto squadra), calcio (finale), pentathlon moderno, Commemorazione delle vittime del 5 settembre
  - Boxing Hall (Boxhalle) - boxe, judo (finale)
  - Cycling Stadium (Radstadion) - ciclismo
  - Olympic Sports Hall (Sporthalle) - ginnastica, pallamano (finale)
  - Fondo Hockey (Hockeyanlage) - hockey su prato
  - Olympia Schwimmhalle | Swimming Hall(Schwimmhalle) - nuoto, tuffi, pallanuoto (finale), pentathlon moderno (nuoto)
  - Volleyball Hall (Volleyballhalle) - pallavolo
  - Villaggio Olimpico (Olympisches Dorf)
- Luoghi a Monaco di Baviera
  - Corso Regata (Regattastrecke), Oberschleißheim - canoa sprint, canottaggio
  - Rudi-Sedlmayer-Halle; Basketball Hall (Basketballhalle), Siegenburger Straße - pallacanestro, judo
  - Fairgrounds, Scherma (Hall 1)- scherma (finale)
  - Fairgrounds, Scherma (Hall 2) - scherma, pentathlon moderno (scherma)
  - Fairgrounds, Weightlifting Hall - sollevamento pesi
  - Fairgrounds, Judo e Wrestling Hall - judo, wrestling
  - Piscina Dante - pallanuoto
  - Englischer Garten - tiro con l'arco
  - Equitazione Facility, Riem- equitazione (salto individuale), pentathlon moderno (equitazione)
  - Struttura Dressage Nymphenburg - equitazione
  - Grünwald - ciclismo (gara su strada individuale)
- Altre sedi
  - Olympic Yachting Center - sci nautico, vela
  - Urban Stadio (Norimberga) - calcio (preliminari)
  - Jahnstadion (Regensburg)- calcio (preliminari)
  - Drei Flüsse Stadion (Passavia) - calcio (preliminari)
  - ESV-Stadion (Ingolstadt) - calcio (preliminari)
  - Augusta - canoa slalom (Eiskanal), calcio/calcetto (eliminatorie Rosenaustadion) - preliminari pallamano
  - Donauhalle Ulm - preliminari di pallamano
  - EWS Arena (Göppingen) - preliminari di pallamano
  - Böblingen Sportshalle - preliminari di pallamano
  - Bundesautobahn 96 - ciclismo (cronometro a squadre su strada)

## I Giochi

### Paesi partecipanti

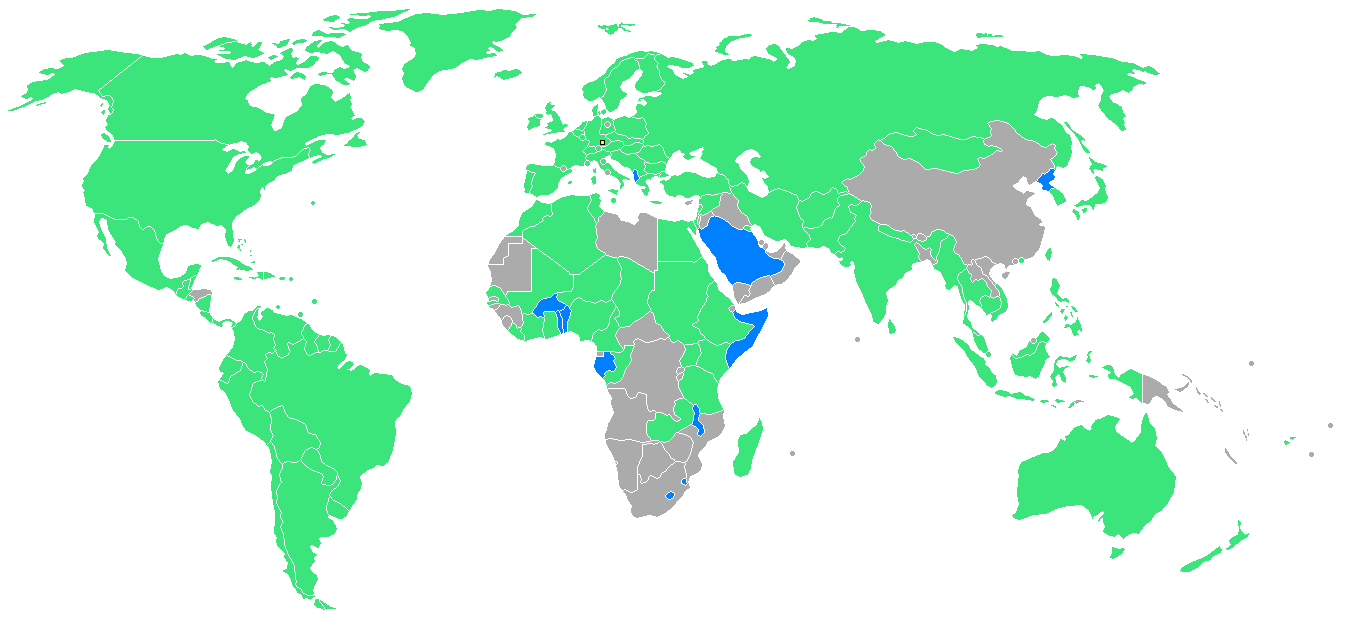
Planisfero delle Nazioni partecipanti

| Europa (4257) | Europa (4257) | Europa (4257) |
| --- | --- | --- |
| - Albania (5) - Austria (111) - Belgio (88) - Bulgaria (130) - Cecoslovacchia (181) - Danimarca (126) - Finlandia (96) - Francia (227) - Germania Est (297) - Germania Ovest (424) - Gran Bretagna (284) | - Grecia (60) - Irlanda (59) - Islanda (25) - Italia (224) - Jugoslavia (124) - Liechtenstein (6) - Lussemburgo (11) - Malta (5) - Monaco (5) - Norvegia (112) - Paesi Bassi (119)                        | - Polonia (290) - Portogallo (29) - Romania (159) - San Marino (7) - Spagna (124) - Svezia (132) - Svizzera (151) - Turchia (43) - Ungheria (232) - Unione Sovietica (371)   |
| America (1453) | | |
| - Antille Olandesi (2) - Argentina (92) - Bahamas (20) - Barbados (13) - Bermuda (9) - Bolivia (11) - Brasile (81) - Canada (208) - Cile (11) - Colombia (59) - Cuba (136)                               | - Costa Rica (3) - Ecuador (2) - El Salvador (11) - Giamaica (33) - Guatemala (8) - Guyana (3) - Guyana olandese (2) - Haiti (7) - Honduras Britannico (1) - Isole Vergini Americane (16) - Messico (174) | - Nicaragua (7) - Panama (7) - Paraguay (3) - Perù (20) - Porto Rico (53) - Rep. Dominicana (5) - Stati Uniti (401) - Trinidad e Tobago (19) - Uruguay (13) - Venezuela (23) |
| Asia (686) | | |
| - Afghanistan (8) - Arabia Saudita (11) - Birmania (18) - Ceylon (4) - Corea del Nord (37) - Corea del Sud (42) - Filippine (53) - Giappone (184) - Hong Kong (10)                                       | - India (41) - Indonesia (6) - Iran (48) - Israele (14) - Kuwait (4) - Libano (19) - Malaysia (45) - Mongolia (39) - Nepal (1)                                                                            | - Pakistan (25) - Repubblica Khmer (9) - Singapore (7) - Siria (5) - Taiwan (21) - Thailandia (33) - Vietnam del Sud (2)                                                     |
| Africa (458) | | |
| - Algeria (5) - Alto Volta (1) - Camerun (11) - Ciad (4) - Costa d'Avorio (11) - Congo-Brazzaville (6) - Dahomey (3) - Egitto (23) - Etiopia (31) - Gabon (1)                                            | - Ghana (35) - Kenya (57) - Lesotho (1) - Liberia (5) - Madagascar (11) - Malawi (16) - Mali (3) - Marocco (35) - Niger (4) - Nigeria (25)                                                                | - Senegal (37) - Somalia (3) - Sudan (26) - Swaziland (2) - Tanzania (15) - Togo (7) - Tunisia (35) - Uganda (33) - Zambia (11)                                              |
| Oceania (259) | | |
| - Australia (168) | - Figi (2) | - Nuova Zelanda (89) |
| (Tra parentesi: numero di atleti per delegazione) | | |

### Discipline
Nel corso dei Giochi si tennero complessivamente 195 competizioni suddivise in 23 discipline:
| - Atletica leggera - Badminton (dimostrazione) - Calcio - Canoa/kayak - Canottaggio - Ciclismo - Equitazione - Ginnastica - Hockey su prato | - Judo - Lotta - Nuoto - Pallanuoto - Tuffi - Pallacanestro - Pallamano - Pallavolo | - Pentathlon moderno - Pugilato - Scherma - Sci nautico (dimostrazione) - Sollevamento pesi - Tiro - Tiro con l'arco - Vela |

### Calendario degli eventi
| ● | Cerimonia d'apertura |  | Competizioni | ● | Gare a medaglia |  | Exhibition gala | ● | Cerimonia di chiusura |

| Data                  | Agosto | Agosto | Agosto | Agosto | Agosto | Agosto | Settembre | Settembre | Settembre | Settembre | Settembre | Settembre | Settembre | Settembre | Settembre | Settembre | Settembre |
| Data                  | 26 Sab | 27 Dom | 28 Lun | 29 Mar | 30 Mer | 31 Gio | 1º Ven    | 2 Sab     | 3 Dom     | 4 Lun     | 5 Mar     | 6 Mer     | 7 Gio     | 8 Ven     | 9 Sab     | 10 Dom    | 11 Lun    |
| --------------------- | ------ | ------ | ------ | ------ | ------ | ------ | --------- | --------- | --------- | --------- | --------- | --------- | --------- | --------- | --------- | --------- | --------- |
| Atletica leggera      |        |        |        |        |        | ●      | ●         | ●         | ●         | ●         |           |           | ●         | ●         | ●         | ●         |           |
| Calcio                |        |        |        |        |        |        |           |           |           |           |           |           |           |           |           | ●         |           |
| Canoa/kayak           |        |        | ●      |        | ●      |        |           |           |           |           |           |           |           |           | ●         |           |           |
| Canottaggio           |        |        |        |        |        |        |           | ●         |           |           |           |           |           |           |           |           |           |
| Ciclismo              |        |        |        | ●      |        | ●      | ●         | ●         |           | ●         |           |           | ●         |           |           |           |           |
| Equitazione           |        |        |        |        |        | ●      |           |           | ●         |           |           |           | ●         |           | ●         |           | ●         |
| Ginnastica            |        |        | ●      | ●      | ●      | ●      | ●         |           |           |           |           |           |           |           |           |           |           |
| Hockey su prato       |        |        |        |        |        |        |           |           |           |           |           |           |           |           |           | ●         |           |
| Judo                  |        |        |        |        |        | ●      | ●         | ●         | ●         | ●         |           |           |           |           | ●         |           |           |
| Lotta                 |        |        |        |        |        | ●      |           |           |           |           |           |           |           |           |           | ●         |           |
| Nuoto                 |        |        | ●      | ●      | ●      | ●      | ●         | ●         | ●         | ●         |           |           |           |           |           |           |           |
| Pallacanestro         |        |        |        |        |        |        |           |           |           |           |           |           |           |           | ●         |           |           |
| Pallamano             |        |        |        |        |        |        |           |           |           |           |           |           |           |           |           | ●         |           |
| Pallanuoto            |        |        |        |        |        |        |           |           |           | ●         |           |           |           |           |           |           |           |
| Pallavolo             |        |        |        |        |        |        |           |           |           |           |           |           | ●         |           | ●         |           |           |
| Pentathlon moderno    |        |        |        |        |        | ●      |           |           |           |           |           |           |           |           |           |           |           |
| Pugilato              |        |        |        |        |        |        |           |           |           |           |           |           |           |           | ●         |           |           |
| Scherma               |        |        |        |        | ●      | ●      |           | ●         | ●         | ●         |           | ●         |           | ●         | ●         |           |           |
| Sollevamento pesi     |        | ●      | ●      | ●      | ●      | ●      |           | ●         | ●         | ●         |           | ●         |           |           |           |           |           |
| Tiro                  |        | ●      | ●      | ●      | ●      |        | ●         | ●         |           |           |           |           |           |           |           |           |           |
| Tiro con l'arco       |        |        |        |        |        |        |           |           |           |           |           |           |           |           | ●         |           |           |
| Tuffi                 |        |        | ●      |        | ●      |        |           | ●         |           | ●         |           |           |           |           |           |           |           |
| Vela                  |        |        |        |        |        |        |           |           |           |           |           |           | ●         |           |           |           |           |
| Totale medaglie d'oro |        | 2      | 8      | 8      | 13     | 27     | 16        | 21        | 14        | 13        | 0         | 2         | 16        | 3         | 26        | 23        | 1         |
| Cerimonie             | ●      |        |        |        |        |        |           |           |           |           |           |           |           |           |           | ●         |           |
| Data                  | 26 Sab | 27 Dom | 28 Lun | 29 Mar | 30 Mer | 31 Gio | 1º Ven    | 2 Sab     | 3 Dom     | 4 Lun     | 5 Mar     | 6 Mer     | 7 Gio     | 8 Ven     | 9 Sab     | 10 Dom    | 11 Lun    |
| Data                  | Agosto | Agosto | Agosto | Agosto | Agosto | Agosto | Settembre | Settembre | Settembre | Settembre | Settembre | Settembre | Settembre | Settembre | Settembre | Settembre | Settembre |

### Attacco terroristico

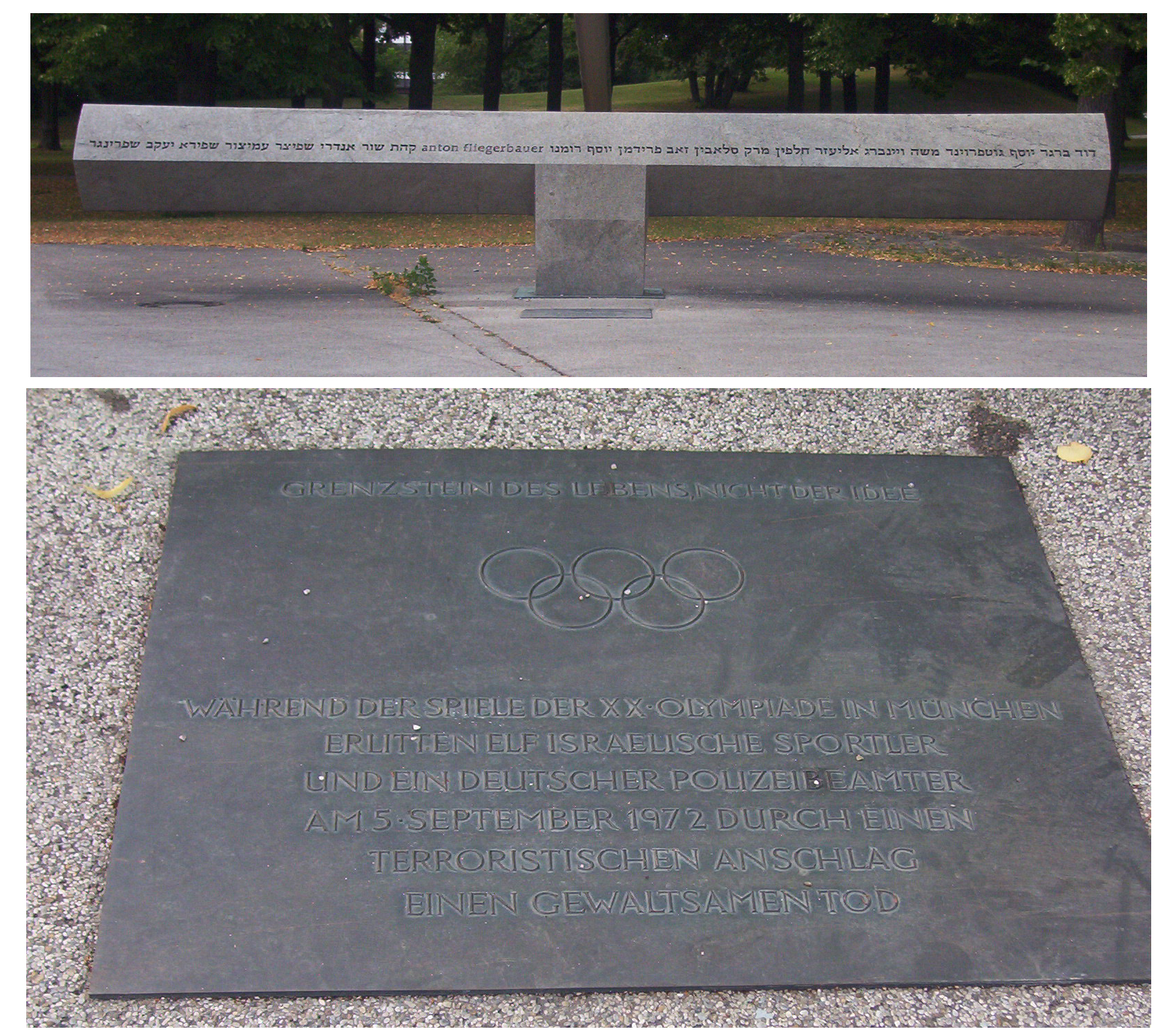
Monumento nel villaggio olimpico per la commemorazione delle vittime del Massacro di Monaco

All'alba del 5 settembre, 8 terroristi palestinesi, aiutati inconsapevolmente da degli atleti canadesi, scavalcarono la rete di recinzione del villaggio olimpico e, senza essere neanche lontanamente visti da nessuno dei 17 000 tra poliziotti e Olys mobilitati presso la città di Monaco e vicino agli impianti sportivi, irruppero nella palazzina numero 31, nella quale soggiornava la rappresentativa israeliana.
Subito vi fu una prima vittima, Moshe Weimberg, l'allenatore della squadra di lotta, che passando per caso cercò di fermarli, ma fu colpito a morte più volte. La seconda vittima fu il pesista Yossef Romano, che accorse in aiuto dell'allenatore pur aggrappato a una stampella e morì dissanguato; 2 atleti israeliani riuscirono a fuggire e a dare l'allarme, mentre 9 atleti rimasero in mano ai terroristi, che subito ordinarono il rilascio di ben 234 fedayin, che erano detenuti a Tel Aviv e anche di altri due terroristi della RAF recentemente catturati e in carcere in Germania. Il rapimento fu presto rivendicato dall'organizzazione terroristica Settembre Nero.
Le trattative tedesche furono lente e disordinate. Alle dieci di sera giunse finalmente un pullman che trasportò gli ostaggi e i terroristi su due elicotteri, con i quali raggiunsero l'aeroporto di Fürstenfeldbruck, a circa 20 km da Monaco, da dove sarebbero dovuti salire su un aereo diretti in Medio Oriente. Ma ad attenderli vi era la polizia tedesca. A un certo punto iniziò la sparatoria durante la quale un elicottero prese fuoco e per i suoi occupanti non vi fu scampo. La terribile strage durò otto minuti: morirono 5 degli 8 terroristi, il pilota di uno degli elicotteri, un poliziotto tedesco e tutti i 9 ostaggi israeliani. I tre terroristi rimasti vivi furono catturati.
La notizia della strage non tardò a fare il giro del mondo suscitando sgomento e indignazione. Alcuni avanzarono l'ipotesi di cancellare questa edizione dei Giochi olimpici. Dopo un giorno di stop, però, i Giochi ripresero nel normale svolgimento nel programma. Nonostante tutte le tranquillizzazioni del CIO, l'atmosfera, fin qui tranquilla, non era più la stessa: si era compiuta la più grande tragedia nella storia delle Olimpiadi.

## Risultati

### Medagliere

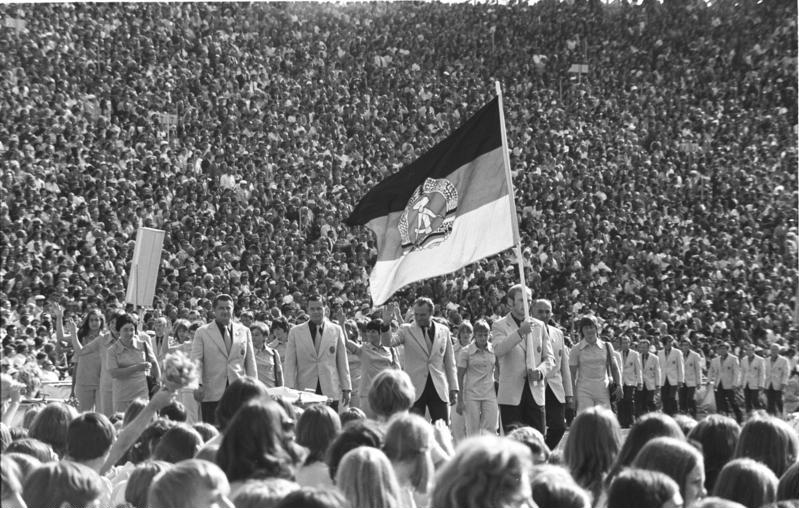
La squadra della Germania Est durante la cerimonia d'apertura

Nel medagliere per nazioni l'Unione Sovietica tornò a prevalere sugli Stati Uniti d'America con 99 medaglie complessive, di cui 50 d'oro, mentre gli statunitensi si fermarono a 94 medaglie, di cui 33 d'oro. La Germania Est fu terza con 66 medaglie, di cui 20 d'oro, superando nettamente i padroni di casa della Germania Ovest (40 medaglie di cui 13 d'oro). 13 medaglie d'oro anche per il Giappone, quinto. L'Italia chiude al decimo posto con cinque ori. 
| Posizione | Squadra          |    |    |    | Tot. |
| --------- | ---------------- | -- | -- | -- | ---- |
| 1         | Unione Sovietica | 50 | 27 | 22 | 99   |
| 2         | Stati Uniti      | 33 | 31 | 30 | 94   |
| 3         | Germania Est     | 20 | 23 | 23 | 66   |
| 4         | Germania Ovest   | 13 | 11 | 16 | 40   |
| 5         | Giappone         | 13 | 8  | 8  | 29   |
| 6         | Australia        | 8  | 7  | 2  | 17   |
| 7         | Polonia          | 7  | 5  | 9  | 21   |
| 8         | Ungheria         | 6  | 13 | 16 | 35   |
| 9         | Bulgaria         | 6  | 10 | 5  | 21   |
| 10        | Italia           | 5  | 3  | 10 | 18   |
| 11        | Svezia           | 4  | 6  | 6  | 16   |
| 12        | Gran Bretagna    | 4  | 5  | 9  | 18   |
| 13        | Romania          | 3  | 6  | 7  | 16   |
| 14        | Cuba             | 3  | 1  | 4  | 8    |
| 14        | Finlandia        | 3  | 1  | 4  | 8    |
| 16        | Paesi Bassi      | 3  | 1  | 1  | 5    |
| 17        | Francia          | 2  | 4  | 7  | 13   |
| 18        | Cecoslovacchia   | 2  | 4  | 2  | 8    |
| 19        | Kenya            | 2  | 3  | 4  | 9    |
| 20        | Jugoslavia       | 2  | 1  | 2  | 5    |
| 21        | Norvegia         | 2  | 1  | 1  | 4    |
| 22        | Corea del Nord   | 1  | 1  | 3  | 5    |
| 23        | Nuova Zelanda    | 1  | 1  | 1  | 3    |
| 24        | Uganda           | 1  | 1  | 0  | 2    |
| 25        | Danimarca        | 1  | 0  | 0  | 1    |
| 26        | Svizzera         | 0  | 3  | 0  | 3    |
| 27        | Canada           | 0  | 2  | 3  | 5    |
| 28        | Iran             | 0  | 2  | 1  | 3    |
| 29        | Belgio           | 0  | 2  | 0  | 2    |
| 29        | Grecia           | 0  | 2  | 0  | 2    |
| 31        | Austria          | 0  | 1  | 2  | 3    |
| 31        | Colombia         | 0  | 1  | 2  | 3    |
| 33        | Argentina        | 0  | 1  | 0  | 1    |
| 33        | Corea del Sud    | 0  | 1  | 0  | 1    |
| 33        | Libano           | 0  | 1  | 0  | 1    |
| 33        | Messico          | 0  | 1  | 0  | 1    |
| 33        | Mongolia         | 0  | 1  | 0  | 1    |
| 33        | Pakistan         | 0  | 1  | 0  | 1    |
| 33        | Tunisia          | 0  | 1  | 0  | 1    |
| 33        | Turchia          | 0  | 1  | 0  | 1    |
| 41        | Brasile          | 0  | 0  | 2  | 2    |
| 41        | Etiopia          | 0  | 0  | 2  | 2    |
| 43        | Ghana            | 0  | 0  | 1  | 1    |
| 43        | India            | 0  | 0  | 1  | 1    |
| 43        | Giamaica         | 0  | 0  | 1  | 1    |
| 43        | Niger            | 0  | 0  | 1  | 1    |
| 43        | Nigeria          | 0  | 0  | 1  | 1    |
| 43        | Spagna           | 0  | 0  | 1  | 1    |

### Protagonisti
- Mark Spitz (USA, nuoto): partecipa a 7 gare (100 e 200 metri stile libero; 100 e 200 metri farfalla; staffetta stile libero 4x100 e 4x200; staffetta mista 4x100) in appena 8 giorni, vincendole tutte e stabilendo altrettanti primati del mondo. Egli aveva già partecipato all'Olimpiade precedente conquistando però "solo" 2 ori nelle staffette, 1 argento e 1 bronzo. Rimarrà l'unico ad aver vinto 7 ori nella stessa edizione dei Giochi fino a Pechino 2008 quando sarà superato dallo statunitense Michael Phelps con i suoi 8 ori.
- Il tedesco orientale Roland Matthes vince per la seconda volta consecutiva i 100 e 200 m dorso.
- La sedicenne australiana Shane Gould si aggiudica 3 medaglie d'oro (200 e 400 m stile libero, 200 m misti), 1 d'argento e 1 di bronzo.
- La diciottenne padovana Novella Calligaris, con un argento nei 400 m stile libero, e due bronzi negli 800 m stile libero e nei 400 m misti conquista le prime medaglie olimpiche della storia del nuoto italiano.
- La schermitrice veneta Antonella Ragno chiude a Monaco la sua carriera con l'oro nel fioretto.
- Il tuffatore Klaus Dibiasi conferma l'oro ottenuto nell'edizione precedente dei Giochi dalla piattaforma.
- Il sovietico Valerij Borzov conquista i 100 e i 200 m piani. Nella gara dei 200 m l'azzurro Pietro Mennea conquista, alla sua prima partecipazione alle olimpiadi, la medaglia di bronzo dietro lo statunitense Larry Black.
- Nelle gare di mezzofondo tornano a vincere i finlandesi: Pekka Vasala vince i 1 500 m, Lasse Virén i 5 000 e 10 000 metri. Viren si riconfermerà su entrambe le distanze alle successive Olimpiadi.
- L'ugandese John Akii-Bua vince i 400 m ostacoli con il primato mondiale: è il primo ugandese a vincere un oro olimpico.
- Gli americani di colore Vince Matthews e Wayne Collett, oro e argento nei 400 m piani, alla premiazione ripetono lo stesso saluto fatto a Città del Messico da Tommie Smith e John Carlos, venendo per questo esclusi dalla rappresentativa statunitense.
- I giapponesi dominano ancora la scena nella ginnastica maschile, Sawao Katō è medaglia d'oro nel concorso generale a squadre e nelle parallele.
- La minuscola ginnasta sovietica Olga Korbut diventa la beniamina del pubblico. Nel concorso a squadre esegue un esercizio eccellente alle parallele asimmetriche, ma sbaglia sullo stesso attrezzo nel concorso individuale. Esce dalla lotta medaglie tra le lacrime. Si rifà vincendo due ori e un argento nei singoli attrezzi.
- Il pugile cubano Teófilo Stevenson vince il primo di 3 titoli olimpici consecutivi (1972, 1976. 1980).
- L'olandese Wim Ruska diventa il primo e finora unico judoka a vincere due titoli nella stessa edizione, aggiudicandosi sia la categoria +93 kg che la categoria Open.
- Il ciclista francese Daniel Morelon bissa il successo di Città del Messico nella velocità.
- L'hockey su prato vede il Pakistan, campione uscente, battuto 1-0 in finale dalla Germania Occidentale: tale sconfitta suscita non poche polemiche.
- Ulrike Meyfarth (Germania Ovest) a 16 anni riesce a sbaragliare tutte le sue avversarie nel salto in alto, divenendo la più giovane campionessa olimpica nelle gare individuali di atletica leggera.
- Nel torneo di pallacanestro, gli USA vedono la striscia di 63 vittorie consecutive alle Olimpiadi, cominciata nel 1936, interrotta dalla sconfitta in finale da parte dell'Unione Sovietica, al termine di una partita che negli USA è ricordata come la più controversa nella storia del basket internazionale.